# پرستوی جنگلی سیاه‌چرده
پرستوی جنگلی سیاه‌چرده (نام علمی: Artamus cinereus) نام یک گونه از تیره پرستوجنگلیان است.